# Jesus Armamento Dosado

Wappen des Jesus A. Dosado

Jesus Armamento Dosado CM (* 1. September 1939 in Sogod, Philippinen; † 23. Juni 2020 in Ozamis, Philippinen) war ein philippinischer Ordensgeistlicher und römisch-katholischer Erzbischof von Ozamis.

## Leben
Jesus Armamento Dosado trat 1957 der Ordensgemeinschaft der Lazaristen bei und empfing nach seiner theologischen Ausbildung in den Vereinigten Staaten am 28. Mai 1966 die Priesterweihe. Nach weiteren Studien in Spanien lehrte er am Priesterseminar in Cebu. Er war im Provinzrat engagiert und Regens des Priesterseminars in Cebu.
Papst Paul VI. ernannte ihn am 31. Oktober 1977 zum Weihbischof in Cebu und Titularbischof von Nabala. Die Bischofsweihe spendete ihm der Erzbischof von Cebu, Julio Kardinal Rosales y Ras, am 25. Januar des nächsten Jahres; Mitkonsekratoren waren Antonio Lloren Mabutas, Erzbischof von Davao, und Teotimo C. Pacis, Bischof von Legazpi.
Am 4. Juni 1979 wurde er zum Weihbischof in Cagayan de Oro ernannt. Johannes Paul II. ernannte ihn am 29. Juli 1981 zum Bischof von Ozamis. Mit der Erhebung zum Erzbistum am 24. Januar 1983 wurde er zum Erzbischof von Ozamis ernannt und am 10. April desselben Jahres in das Amt eingeführt.
Papst Franziskus nahm am 4. Oktober 2016 seinen altersbedingten Rücktritt an.